# Eli White
Elijah Thomas White (Greenville, Carolina del Sur, 26 de junio de 1994), más conocido como Eli White, es un jugador profesional estadounidense de béisbol que se desempeña en la posición de jardinero izquierdo en Atlanta Braves, equipo de las Grandes Ligas de Béisbol (MLB).

## Carrera
White hizo su debut en la MLB con el equipo Texas Rangers, en el cual jugó tres temporadas (2020-2022), después pasó a Atlanta Braves, donde lleva jugando dos temporadas.